# Brada (Brada-Rybníček)
Brada je severní část obce Brada-Rybníček v okrese Jičín. V roce 2009 zde bylo evidováno 32 adres. V roce 2001 zde trvale žilo 9 obyvatel. Brada je také název katastrálního území o rozloze 1,93 km2. V katastrálním území Brada leží i Rybníček. Ves leží na východním úpatí stejnojmenného vrchu Brada.

## Historie

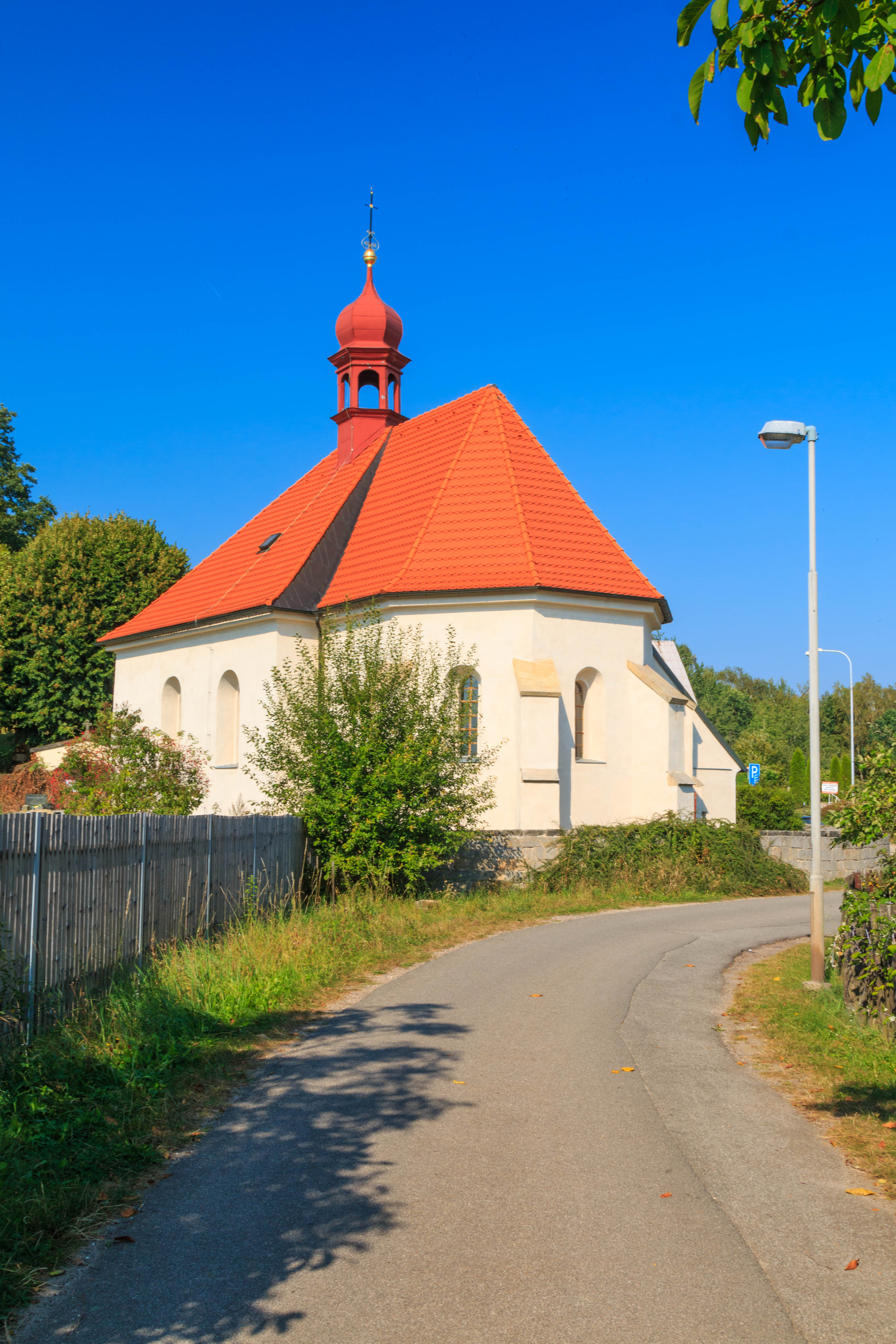
Brada – Kostel svatého Bartoloměje

První písemná zmínka o obci pochází z roku 1258.

## Pamětihodnosti
- Zříceniny hradu Brada, doloženého v polovině 13. století a zpustlého již ve století 15., dnes jen nepatrné zbytky zdiva na vrchu nad vsí
- Kostel sv. Bartoloměje